# John Aprea
Jonathan Aprea, detto John (Englewood, 4 marzo 1941 – Los Angeles, 5 agosto 2024), è stato un attore statunitense di origini italiane.

## Biografia
John Aprea nacque il 4 marzo 1941 a Englewood, nel New Jersey, figlio di immigrati italiani provenienti entrambi dalla Campania, essendo suo padre nato a Sorrento e sua madre a Castellammare di Stabia e infatti crebbe parlando in famiglia il napoletano.
Al liceo, Aprea giocò a football come difensore e linebacker All County. Dopo il diploma si iscrisse alla Shippensburg University of Pennsylvania per seguire i corsi di economia, ma avendo poi rinunciato lavorò nelle stazioni di servizio e per qualche tempo fu anche camionista.
Al cinema divenne noto per aver interpretato il ruolo di Salvatore Tessio nel film Il Padrino - Parte II. Fu anche attore televisivo, lavorando tra l'altro in Falcon Crest e California.
John Aprea morì a Los Angeles il 5 agosto del 2024 per cause naturali all'età di 83 anni.

## Vita privata
Ebbe una figlia, nata dal suo secondo matrimonio.

## Filmografia parziale

### Cinema
- Bullitt, regia di Peter Yates (1968)
- La cavalletta (The Grasshopper), regia di Jerry Paris (1969)
- Squadra speciale (The Seven-Ups), regia di Philip D'Antoni (1973)
- Femmine in gabbia (Caged Heat), regia di Jonathan Demme (1974)
- Il padrino - Parte II (The Godfather Part II), regia di Francis Ford Coppola (1974)
- La fabbrica delle mogli (The Stepford Wives), regia di Bryan Forbes (1975)
- Rock Machine (The Idolmaker), regia di Taylor Hackford (1980)
- Ritorno dall'inferno (Comeback), regia di Christel Buschmann (1982)
- Sogno americano (American Anthem), regia di Albert Magnoli (1986)
- Nome in codice: Picasso Trigger (Picasso Trigger), regia di Andy Sidaris (1988)
- New Jack City, regia di Mario Van Peebles (1991)
- Cyber Tracker - I replicanti (Cyber Tracker), regia di Richard Pepin (1994)
- To the Limit, regia di Raymond Martino (1995)
- L'allenatrice (Sunset Park), regia di Steve Gomer (1996)
- The Game - Nessuna regola (The Game), regia di David Fincher (1997)
- Dead Man on Campus, regia di Alan Cohn (1998)
- Brother, regia di Takeshi Kitano (2000)
- The Manchurian Candidate, regia di Jonathan Demme (2004)

### Televisione
- I giorni del padrino (The Gangster Chronicles) – miniserie TV, 13 puntate (1981)
- Matt Houston – serie TV, 24 episodi (1982-1984)
- Alfred Hitchcock presenta (Alfred Hitchcock Presents) – serie TV, un episodio (1986)
- Falcon Crest – serie TV, 16 episodi (1987)
- California (Knots Landing) – serie TV, 12 episodi (1988)
- Gli amici di papà (Full House) – serie TV, 7 episodi (1988-1991)
- Destini (Another World) – soap opera, 423 puntate (1989-1998)
- Il tempo della nostra vita (Days of Our Lives) – soap opera, 6 puntate (1999-2012)
- I Soprano (The Sopranos) – serie TV, un episodio (1999)
- Cold Case - Delitti irrisolti (Cold Case) – serie TV, un episodio (2009)
- Lie to Me – serie TV, un episodio (2010)
- CSI - Scena del crimine (CSI: Crime Scene Investigation) – serie TV, un episodio (2013)
- Decker – serie TV, 10 episodi (2016-2017)

## Doppiatori italiani
Nelle versioni in italiano delle opere in cui ha recitato, John Aprea è stato doppiato da:
- Pietro Biondi in La fabbrica delle mogli
- Sergio Di Stefano in Alfred Hitchcock presenta
- Mario Cordova in New Jack City
- Giorgio Bonino in Dead Man on Campus
- Ambrogio Colombo ne I Soprano
- Sergio Di Giulio in Cold Case - Delitti irrisolti
- Renato Cortesi in Lie to Me